# Société lorientaise des beaux-arts
La Société lorientaise des beaux-arts (SLBA) est une association culturelle créée le 19 mars 1908 et basée à Lorient. Elle est spécialisée dans le domaine des beaux-arts.

## Historique
Dans la seconde moitié du XIXe siècle, l’art est très vivant dans le pays de Lorient. Aussi, dès 1905, le peintre Narcisse Chaillou, retiré à Port-Louis, cherche à organiser des rencontres picturales. Deux autres artistes, Jean-Bertrand Pégot-Ogier et Stéphen Gallot (architecte et fusainiste émérite, a fait les plans de la fontaine de Neptune réalisée par Auguste Nayel) se joignent à lui. Monsieur Fontaine, qui fait commerce de fournitures pour artistes, apporte également son concours. Ces quatre personnes vont organiser la première exposition subventionnée par la Société des Hospitaliers-Sauveteurs-Bretons. Soixante artistes exposant 350 œuvres y participent le 15 septembre 1907. C'est un succès.
Le 19 mars 1908, est créée la Société lorientaise des beaux-arts. Stephen Gallot est élu premier président de l’association et Jean-Bertrand Pégot-Ogier est élu vice-président,.
En juin 1908, Salle Dousdebes (aujourd’hui quartier Brizeux), se tient le premier salon officiel de la société lorientaise des beaux-arts. Le bâtiment de la Salle Dousdebes a été construit pour en faire un musée.
À la suite des bons résultats de l’exposition de 1908, Stephen Gallot demande au maire qu’un salon semblable soit ouvert, toujours salle Dousdebes, entre le 15 juin et le 15 juillet 1909 ; la demande est accordée.
Le salon se tient en 1910, 1911 et 1913 avec comme exposants : Olivier Chéron, Narcisse Chaillou, Stéphen Gallot, Caroline Espinet, Élodie La Villette, Jean-Bertrand Pégot-Ogier, Auguste Nayel, Max Clément.
Du fait de la Première Guerre mondiale, le salon n'est plus organisé de 1914 à 1922.
En 1922, le salon est organisé à la Salle des fêtes (Quai des Indes), y exposent : Léopold Chazal, Albert Prudhomme, Fernand Jeanneau, Max Clément, Alexandre Le Bihan, Breuillot, Marguerite Chauzel, Joseph Le Corre, Gayet, Lacroix.
En 1923, c’est un grand succès tant par le nombre d’exposants (300 toiles) que par la qualité des œuvres. On y retrouve Alexandre Le Bihan, Fernand Jeanneau, Léopold Chazal, Max Clément, Stephen Gallot, Mlle Le Guen, Louis Jaffré, le graveur Paul de Lassence, Victor Ménard.
De 1925 à 1935, le salon accueille, parmi d’autres, les œuvres de Pierre Bertrand, le photographe Chardon, Léopold Chazal, le photographe Chevassu, Maxime Clément, Émile Compard, Lucien-Victor Delpy, Emmanuel Fougerat (en 1928), Alexandre Le Bihan qui fut responsable de la structure muséale, Georges-Eugène Lorgeoux.
De 1936 à 1939, sous la présidence de Monsieur Nabat (architecte), le salon expose entre autres les œuvres d’Adolphe Beaufrère, Guy Bigot, André Lenormand (peintre et caricaturiste sous le nom de « Len »), Fernand Jeanneau, Arthur Midy, Albert Prudhomme, Henri Alphonse Barnoin, Xavier de Langlais, Georges Griois.
La Deuxième Guerre mondiale interrompe la SLBA de 1940 à 1948. Une réunion de relance est organisée le 6 juin 1948.
En octobre 1948, un salon est organisé avec notamment les œuvres de Georges-Eugène Lorgeoux, Albert Prudhomme, Guy Bigot, André Lenormand, Léo Pernès, Henry Joubioux, Émilienne Jacob.
En 1949, le salon s’installe dans le hall de la Chambre de commerce. L’exposition groupe un peu plus de 40 participants avec environ 200 toiles.
En 1950, le salon retrouve les œuvres de Lucien-Victor Delpy, peintre de la Marine.
En 1951, c’est le retour de Fernand Jeanneau, lauréat à l’exposition internationale de Paris (1937). S’y exposent aussi Albert Prudhomme et Léo Pernes.
Sous la présidence de Jean Périgault, les salons suivants accueillent les œuvres de Lucien-Victor Delpy qui s’installe à Lorient dès 1954, Pierre Hello, Jean-Yves Couliou, Max Clément, Jacques Gefflot, Henry Joubioux, André Lenormand familier des grandes galeries parisiennes et des salons internationaux, Gérard Prévost, Pierre Quidu, Guy Forlay.
En 1956, Jean-Claude Goualch, artiste de moins de 20 ans, obtient un franc succès. En 2003, il deviendra vice-président de la SLBA après sa mission de maire-adjoint à la culture de Lorient, puis président de 2008 à 2011.
En 1958-1959, présidée par le Docteur Fournier, la SLBA présente Robert Pernes, Jean Bigot, le photographe Jean-Yves Dubois, Lucien-Victor Delpy, tandis qu’Émile Le Neuthiec installe ses sculptures. Émile Compard connaît une belle réussite et le musée de Lorient achète deux toiles de cet artiste.
En 1962, l’exposition est installée dans la salle du musée de l’hôtel de ville. On y trouve des œuvres de Jacques Gefflot, Marie-Thérèse Le Lion, Jean-Yves Couliou, Claude Huart.
Le 19 janvier 1963, disparaît Max Clément, peintre et musicien. Depuis 1958, il était conservateur honoraire du Musée de Lorient et s’intéressait à tout ce qui touchait la vie artistique de la cité, en particulier les activités de la SLBA.
En 1972, toujours au musée de l’Hôtel de Ville, parmi plus de 200 toiles, le Salon de la SLBA rend un hommage au sculpteur Émile Le Neuthiec et au peintre Albert Prudhomme décédé le 16 juillet 1972. Yves Allainmat, maire de Lorient, fait part de la décision prise par la ville d’acquérir une œuvre chaque année. Sont exposées des œuvres de Jean Bigot, Jacques Gefflot, Jean Paul Jappé, Henry Joubioux, Jeannick Radal.

## Les différents salons
|        | Invité d'honneur | Palmarès (prix principaux) |
| 1972   | Émile Le Neuthiec, Albert Prudhomme | |
| 1973   | | |
| 1974   | | |
| 1975   | | |
| 1976   | | |
| 1977   | Louis Kéfélec | Marc Bouteau (ville de Lorient, 1er prix), Catherine Collet (2e prix) |
| 1978   | Max Clément | Catherine Vassart (ville de Lorient, 1er prix), Gilles Fourgassié (2e prix) Christian Lantin (sculpteur) (3e prix) |
| 1979   | | Loïk Josse (ville de Lorient, grand prix), Armèle Le Squere (ville de Lorient) Catherine Vassart (prix de la SLBA), Benoit Khun (prix de la CCI) |
| 1980   | | |
| 1981   | | |
| 1982   | André Montagné, Marc Bouteau | Les Frères Bonnec (ville de Lorient, 1er prix), Didier Soul (2e prix) Jean-Michel Mefort (3e prix) |
| 1983   | | |
| 1984   | pas d'invité | Bertrand Le Rouzo (ville de Lorient), Gérard Lelot (prix du salon) |
| 1985   | Max Clément | Georges Peignard (ville de Lorient), Bénédicte Le Duigou (prix du salon) |
| 1986   | Albert Prudhomme | Christophe Métayer (ville de Lorient), Raïs Hassan (prix du salon) |
| 1987   | Henry Joubioux | Rodolphe Le Corre (ville de Lorient), Viviane Lavantant (prix du salon) Édouard Hélin (prix du public) |
| 1988   | Adolphe Beaufrère | Élisabeth Radal (ville de Lorient), Brigitte Michelet (prix du salon) |
| 1989   | Émile Compard | |
| 1990   | Henri Alphonse Barnoin | |
| 1991   | Élodie La Villette | |
| 1992   | Fernand Jeanneau | |
| 1993   | Lucien-Victor Delpy | Victor Feliot (ville de Lorient), Enji Kim (jeune peinture) |
| 1994   | André Lenormand | |
| 1995   | Jean-Bertrand Pégot-Ogier | Yves Rio (peintre et graveur) (ville de Lorient) Ramon Hess (sculpteur) (prix du salon) Marc Bouteau (acrylique), Monique You Morellec (peinture à l'eau) Chantal Gouesbet (pastel), Robert Danjoux (gravure)                                                                                                   |
| 1996   | Jean-Yves Couliou | |
| 1997   | Jean Frélaut | Christian Halna du Fretay (prix du salon) |
| 1998   | Emmanuel Kerhoué | Christian Halna du Fretay (ville de Lorient) |
| 1999   | Jean-Marie Zacchi | Françoise Rio (ville de Lorient), Monique You Morellec (prix du salon) Françoise Le Clainche (peinture à l'eau), Jean-Louis Bouesnard (pastel) Rodolphe Le Corre (acrylique), Jocelyne Lavollée (gravure) Ramon Hess (sculpture)                                                                                |
| 2000   | Jean-Pierre Le Bras | Michel Le Deroff (ville de Lorient), Andréa Le Goff (prix du salon) Pascal Taguet (peinture à l'huile), André Breton (peinture à l'eau) Jean-Pierre Rescan (pastel), Jean-Pierre Le Pape (technique mixte) Annick Le Roy (sculpture), Roger Marage (gravure)                                                    |
| 2001   | Jean Le Guen | Valérie Le Blevec (ville de Lorient), Hélène Perrot (prix du salon) Annick Roy (prix du millénaire), Dominique Haab-Camon (peinture) Ingrid Raasch (technique mixte), Viviane Lavenant (acrylique) Philippe Chauvelon (gravure), Bénédicte de Pesloüan (sculpture)                                              |
| 2002   | Adolphe Beaufrère, Max Clément Émile Compard, Lucien-Victor Delpy Jean-Bertrand Pégot-Ogier | Ingrid Raasch (ville de Lorient), Hélène Perro (prix du public) Jacques Bourbasquet (photographie), Monique You Morellec (peinture à l'huile) Sylviane Bardou Denis (technique mixte) Sabrina Mered (peinture à l'eau), Marie-Pierre Esteve (pastel) Ollivier Fouchard (gravure), Carlo Aventuriero (sculpture) |
| 2003   | André Montagné | Christelle Lorius (ville de Lorient), Jean-Pierre Le Pape (prix du salon) Roger Dévéa (peinture) |
| 2004   | Victor Feliot | Gaston Intès (peintre) (grand prix du salon) Yves Dubreucq (photographe) (ville de Lorient) |
| 2005   | Roger Marage | Arnaud Le Diringer ( 1er prix de peinture), Catherine Mazé ( 2e prix de peinture), Nadège Biraben (Prix de sculpture), Dominique Denuault (Prix de photographie), Christine Le Nezet (Prix de gravure), Jocelyne Lavollée (Prix de la Ville de Lorient) :                                                       |
| 2006   | Jeannick Radal | Jean Bigot (Prix de la ville de Lorient), Guy Colin (peinture) Lucy Boureau (sculpture), Maryvonne Couëdo (photographie) Michel Lenormand (gravure) |
| 2007   | Hommage rétrospectif : Barnoin Beaufrère, Guy Bigot, Breton, Cadre Chazal, Clément, Compard, Couliou Delpy, Douet, Durand, Espinet Guennal, Hélin, Jeanneau, Joubioux Kerhoué, La Villette, Christian Le Corre Lenormand, Midy, Montagné, Nayel Pégot-Ogier, Pernès, Prudhomme | Ingrid Raasch (sculpteur) (grand prix du centenaire) Jean-Pierre Le Pape (peintre) (Prix de la ville de Lorient) |
| 2008   | Guy Bigot | Virginie Cottin (peintre) (ville de Lorient) Jean-Christophe Cadoux (photographe) (prix du salon) |
| 2009   | Auguste Nayel | Christine Sûty - pseudo de Christine Sutton (Prix de la ville de Lorient), Patrice Auffret (peinture) Anne-Cécile Moreau (sculpture), Jacques Bourbasquet (photographie) Marie-Pierre Corbel (gravure), Jean-Pierre Rescan (pastel)                                                                             |
| 2010   | Pierre Quidu | Dominique Haab Camon (Prix de la ville de Lorient), Philippe Gentils (peinture) Jacqueline Bechet Ferber (sculpture), Benoît Kuhn (photographie) Gérard Tournay (gravure) |
| 2011   | Claude Huart | Jean-Philippe Canard (Prix de la ville de Lorient), Daniel Goudier (peinture) Anne Smith (sculpture), Alessandro Gui (photographie) Gilbert Normand (gravure) |
| 2012,  | Edouard Hélin | Colette Cau (Sculpture) (Grand prix du salon), (Marie-Hélène Lorcy (gravure) (Prix de la ville), Armelle Bourgeault (prix Lefranc-Bourgeois), Marie-Gilles Le Bars (AMOPA), Julie With (prix Arts et Boite) |
| 2013   | Jean Renault | |
| 2014   | Christian Le Corre | Yves Dubreucq (Grand prix du salon), André MéHu (Prix de la ville), Hartmut Raasch (prix Lefranc-Bourgeois), Isabelle Laurent (AMOPA) (peinture), Véronique Cougoulat (prix du thème du salon : Nuits d'Orient), (technique mixte)                                                                              |
| 2015   | Joël Dabin | |
| 2016 , | HE Bin peintre chinois, | Murielle Bernard (Grand prix du salon), Anne Thomas (Prix de la ville), Harmut Raasch (Prix Lefranc Bourgeois), Guy Colin (Prix de l’AMOPA), Marie-Gilles Le Bars (Prix de la SAMCI) : Lisa Goulven (Mention du jury)                                                                                           |
| 2017   | | |
| 2018   | | |
| 2019   | | |
| 2020   | [Salon Franco-Chinois] | |

## Présidents
- 1908-1914 : Stephen Gallot (architecte) (vice-président : Jean-Bertrand Pégot-Ogier (peintre), Élodie La Villette (peintre) en 2010, Caroline Espinet (peintre)).
- 1914-1922 : arrêt des expositions du fait de la guerre.
- 1922-1936 : Stephen Gallot (architecte).
- 1936-1939 : M. Nabat (architecte).
- 1940-1948 : arrêt des expositions du fait de la guerre.
- 1948-1949 : M. Huet ?
- 1949-1958 : Jean Périgault (industriel) (vice-président : Émile Le Neuthiec (sculpteur) en 1950).
- 1958-1959 : M. Fournier (médecin).
- 1959-1999 : Yves Pigrée (avocat, ancien bâtonnier du barreau de Lorient).
- 1999-2008[6] : Serge Kervarec (graveur) (vice-président : Jean-Claude Goualc'h (peintre) en 2003).
- 2008[7]-2011 : Jean-Claude Goualch (peintre) (vice-présidents : Jean Bigot (peintre) et Jean-Yves Dubois (photographe)).
- 2011[8]-2015 : Roger Le Dévéhat (peintre) (vice-président : Jean Bigot (peintre)).
- 2015[4]- : Christian Halna Du Frétay (peintre) (vice-président : Jean Bigot (peintre)).

## Sources
- « Site de la Société lorientaise des beaux-arts » (consulté le 24 novembre 2013)
- « Site sur le peintre Jean-Bertrand Pégot-Ogier » (consulté le 8 janvier 2012)